# Simopsis
Simopsis is een geslacht van kevers uit de familie bladkevers (Chrysomelidae).
De wetenschappelijke naam van het geslacht werd in 1966 gepubliceerd door Blake.

## Soorten
- Simopsis neobroticoides Blake, 1966